# Tim Christian Lüth
Tim Christian Lüth (* 30. November 1965 in Hamburg) ist ein deutscher Ingenieur und Informatiker. Er ist Professor für Mikrotechnik und Medizingerätetechnik an der Technischen Universität München (TUM). Von Oktober 2013 bis Oktober 2016 war er dort Dekan der Fakultät für Maschinenwesen, seit Oktober 2016 ist er dort Prodekan. Schwerpunkt seiner Arbeiten ist das Gebiet der computergestützten Krankenhaustechnik.

## Biographie
Nach dem Abitur am altsprachlichen Karl-Friedrich-Gymnasium in Mannheim studierte Tim Lüth von 1984 bis 1989 Elektrotechnik an der damaligen Technischen Hochschule Darmstadt, wo er sich dem Corps Hassia anschloss. Er war zwei Jahre wissenschaftlicher Mitarbeiter bei Wolfgang Hilberg und Robert Piloty, bevor er 1990 an die Universität Karlsruhe an das Robotik-Institut von Ulrich Rembold wechselte. Dort wurde er 1993 mit einem Thema zu Roboterfertigungszellen promoviert. Im Zeitraum 1994/95 arbeitete er als eingeladener Gastwissenschaftler am nationalen japanischen Forschungsinstitut Elektrotechnical Laboratory in Tsukuba, Japan. Im Umfeld des Sonderforschungsbereichs 314 „Künstliche Intelligenz“ habilitierte sich Tim Lüth mit der verteilten Steuerung komplexer technischer Systeme (Multi-Agenten-Systeme) und wurde 1997 zum Privatdozenten der Fakultät für Informatik an der Universität Karlsruhe ernannt.
Zu diesem Zeitpunkt hatte er bereits den Ruf an die Humboldt-Universität zu Berlin auf eine Professur für Medizinische Navigation und Robotik erhalten, die an der medizinischen Fakultät Charité eingerichtet wurde. Es war 1997 die erste Professur der computer- und robotergestützten Medizintechnik in Deutschland und nach dem Lehrstuhl von Brian Davies am Imperial College in London (UK) und der Professur von Russel Taylor an der Johns Hopkins University (Baltimore, USA) die dritte Professur weltweit.
2001 wurde Tim Lüth auf eine gemeinsame Professur der Fraunhofer-Gesellschaft und Humboldt-Universität zu Berlin mit einem Lehrstuhl an der Charité berufen, den er bis 2005 besetzte. Zu dieser Zeit war er auch Co-Direktor der Klinik für Mund-, Kiefer- und Gesichtschirurgie, Klinische Navigation und Robotik am Virchow-Klinikum der Charité.
2005 folgte er dem Ruf der Technischen Universität München auf die Nachfolge von Joachim Heinzl als Ordinarius für Mikrotechnik und Medizingerätetechnik. Von 2007 bis 2009 war Tim Lüth einer der beiden Direktoren des Zentralinstituts für Medizintechnik der Technischen Universität München. Von Oktober 2013 bis Oktober 2016 war er Dekan der Fakultät für Maschinenwesen, von Oktober 2016 bis 2019 war er erneut Prodekan.
Tim Lüth lebt in Dietersheim (Eching) bei München.

## Nominierungen und Auszeichnungen
- 1989 Promotionsstipendium des Land Hessen an der TH Darmstadt
- 1994 Feodor-Lynen-Stipendium der Alexander von Humboldt-Stiftung
- 1994 Stipendium der Science and Technology Agency (STA), Japan
- 1999 Alfried Krupp-Förderpreis für junge Hochschullehrer
- 2001 DFG Nominierung für den Zukunftspreis des Bundespräsidenten
- 2003 Int’l COME-Award for Excellence in Research (Schweizer National-Institut)
- 2004 BMBF Award für Innovation in der Medizintechnik
- 2006 Visiting Professorship, University of Toronto, Department Medical Imaging
- 2007 Full Professor Status an der University of Toronto
- 2007 Nominiert vom Europäischen Patentamt als Erfinder des Jahres für das Lebenswerk gem. mit Marc Feldman (Autoimmuntherapie) und Sir Alec Jeffrey (DNA Fingerabdruck)
- 2010 Aufnahme in die Deutsche Akademie der Technikwissenschaften acatech
- 2017 Aufnahme in den Wissenschaftlichen Beirat der Alfried Krupp von Bohlen und Halbach-Stiftung
- 2018 Fellow der University of Tokyo, School of Engineering